# ناغي ماتسوموتو
ناغي ماتسوموتو (باليابانية: 松本 凪生) (مواليد 4 سبتمبر 2001) هو لاعب كرة قدم ياباني.

## وصلات خارجية
- ناغي ماتسوموتو على موقع رابطة كرة القدم اليابانية للمحترفين (اليابانية)
- ناغي ماتسوموتو على موقع إي إس بي إن إف سي (الإنجليزية)
- ناغي ماتسوموتو على موقع قاعدة بيانات كرة القدم.إي يو (الإنجليزية)
- ناغي ماتسوموتو على موقع Soccerbase.com (لاعب) (الإنجليزية)
- ناغي ماتسوموتو على موقع Soccerway.com (الإنجليزية)
- ناغي ماتسوموتو على موقع عالم كرة القدم.نت (الإنجليزية)